# Poiana Teiului
Poiana Teiului – wieś w Rumunii, w okręgu Neamț, w gminie Poiana Teiului. W 2011 roku liczyła 588 mieszkańców.